# Damaraseglare
Damaraseglare (Apus bradfieldi) är en fågel i familjen seglare.

## Utseende
Damaraseglaren mär en stor och kraftig seglare med kraftig flykt. Fjäderdräkten är gråbrun, på undersidan med ett fjällat mönster. Mörkare stjärt och vingpennor kontrasterar med ljusare kropp. Jämfört med andra jämnstora mörka seglare i dess utbredningsområde är den ljusare, slankare och mer smalvingad. 

## Utbredning och systematik
Damaraseglaren förenkommer enbart i sydvästra Afrika. Den delas in i två underarter med följande utbredning:
- Apus bradfieldi bradfieldi – förekommer i öknar och torra savanner i Angola och Namibia
- Apus bradfieldi deserticola – Sydafrika (norra Kapprovinsen)

## Levnadssätt
Damaraseglaren hittas i torra och öppna miljöer. Där föredrar den klippiga branter, raviner och lägre bergstrakter. 

## Status
Arten har ett stort utbredningsområde och beståndet anses stabilt. Internationella naturvårdsunionen IUCN listar den därför som livskraftig (LC).